# Tiny Planets
Tiny Planets (no Brasil, Pequenos Planetas) foi uma série de desenho animado infantil britânica produzida pela Pepper's Ghost Productions, Ltd. e Sesame Workshop e exibida originalmente pela rede ITV. O programa ganhou um prêmio BAFTA em 2002.
O programa possui 65 episódios de 5 minutos cada e aborda ludicamente conceitos educativos sobre natureza, tecnologia, objetos, sons, cores e música para crianças em fase pré-escolar.
No Brasil, o programa foi exibido pela TV Cultura entre 2004 á 2005 e pelo canal fechado Discovery Kids de 7 de janeiro de 2002 e de 25 de março de 2007.

## Enredo
O enredo principal do programa de baseia nas aventuras de Bing e Bong, dois extraterrestres que, a bordo de um sofá, viajam por diversos planetas descobrindo formas, cores, sons e outros personagens diferentes. A cada episódio, os extraterrestres visitam um novo planeta

## Personagens
- Bing: É um extraterrestre adulto, de cor branca, sempre anda com um guarda-chuva e é amigo de Bong.
- Bong: É um extraterrestre bebê e é amigo de Bing.